# Lucien de Rubempré
 (octobre 2023).
Pour les articles homonymes, voir Rubempré (homonymie).
Lucien de Rubempré est un personnage de La Comédie humaine d’Honoré de Balzac. Il est né Lucien Chardon en 1798, dans la partie basse d’Angoulême (dite de l’Houmeau), et mort à Paris en 1830. Il est le personnage principal dans Illusions perdues (écrit de 1836 à 1843) et dans Splendeurs et misères des courtisanes (paru en 1838).
Lucien de Rubempré est, avec Vautrin et Eugène de Rastignac, l'un des personnages les plus emblématique de La Comédie Humaine.

## Chronologie dansLa Comédie humaine

### 1819
Les Deux Poètes. Il a dix-neuf ans. Orphelin d’un père pharmacien, il est choyé par sa mère (née de Rubempré, d’où le titre de noblesse que Lucien tentera de racheter dans Splendeurs et misères des courtisanes). Sa sœur Ève est également aux petits soins pour lui, de même que David Séchard, son aîné de deux ans, au collège où Lucien fait de brillantes études. Lucien est un enfant gâté, et pourtant il supporte mal sa condition sociale. Il rêve d’accéder à la « partie haute » d’Angoulême, où il est reçu finalement deux ans plus tard, chez madame de Bargeton, qui le présente dans son salon comme un futur grand poète. En réalité, Lucien ne fait que « rimailler », mais madame de Bargeton, dont la culture est assez limitée (bien qu’elle fasse figure d’intellectuelle dans son salon), se pique d’avoir découvert un talent dans ce jeune homme.

### 1821
Les Deux Poètes. Amoureux de Marie-Louise Anaïs de Bargeton, Lucien subit de nombreuses humiliations, notamment de la part de monsieur du Châtelet, qui l’a pourtant présenté à madame de Bargeton. Mais le comte aperçoit vite un rival dans ce jeune homme, dont la maîtresse des lieux fait grand cas. Madame de Bargeton, amoureuse du jeune homme, et avide de mondanités parisiennes finit par l'« enlever ». Et tous deux quittent Angoulême.

### Septembre 1821
Un grand homme de province à Paris. Marie-Louise, dûment chapitrée par sa parente, la marquise d'Espard, abandonne Lucien, dont la tenue vestimentaire lui fait honte. Honteuse également est la rumeur qui circule dans tout Paris : Lucien n’est «que» Chardon, fils d’un pharmacien, et nullement de Rubempré. Madame de Bargeton l’abandonne. Lucien se réfugie dans une mansarde, et se met à écrire un roman, L’Archer de Charles IX, qui est refusé par tous les libraires, dont le célèbre Dauriat.

### 1822
Un grand homme de province à Paris. Lucien est admis parmi les gens du Cénacle, composé d’hommes éminemment moraux : Daniel d'Arthez, écrivain pauvre, membre principal qui revient souvent dans La Comédie humaine, Jean-Jacques Bixiou, caricaturiste, Horace Bianchon, médecin, Joseph Bridau, peintre, Michel Chrestien, homme politique. D'Arthez donne à Lucien de précieux conseils littéraires, mais ce dernier, qui est dans la misère la plus sombre, se lie aussi avec des personnages moins recommandables, qui l’entraînent dans des travaux alimentaires, notamment le journalisme : Émile Blondet et Étienne Lousteau, journalistes, ainsi qu'Andoche Finot, directeur de journal. Cette même année, Lucien rencontre Coralie, actrice, lorette, demi-mondaine, entretenue par Camusot. Le libraire Dauriat ayant enfin acheté le manuscrit de Lucien, Les Marguerites, les deux tourtereaux s’installent dans un nid d’amour, et mènent grand train. D’autant plus que Lucien, initié aux finesses de la critique littéraire par Émile Blondet, obtient des faveurs grâce aux articles assassins qu’il produit sur le dernier ouvrage de Raoul Nathan, écrivain à la mode, et qu’il signe « L. de Rubempré ». Mais bientôt, de fêtes en festins, les deux amants se retrouvent sans le sou. Et sans les revenus de la comédienne : Coralie ne peut plus paraître sur scène, sa rivale Florine l’ayant fait siffler lors d’une représentation pour se venger.

### Septembre 1822
Ève et David. Lucien fait appel à sa sœur Ève et à son beau-frère David Séchard. Le couple lui envoie ses maigres économies, alors que les jeunes gens sont eux-mêmes dans la gêne. Coralie meurt d’épuisement, Lucien est obligé de vendre ses habits pour survivre. Il décide de retourner à Angoulême. Là, il comprend qu’il a ruiné sa sœur et son beau-frère, qu’il n’a plus aucun avenir, tandis que son ennemi Sixte du Châtelet est devenu préfet. Lucien rédige une lettre d’adieu et s’apprête à se suicider quand, sur un chemin de campagne, il rencontre l’abbé Carlos Herrera, alias Vautrin qui va faire du jeune homme sa « création ».

### Octobre 1823
Splendeurs et misères des courtisanes. Lucien rencontre Esther Gobseck, dite « la Torpille », prostituée dans une maison de tolérance, au théâtre de la Porte-Saint-Martin.

### 1824
Splendeurs et misères des courtisanes. Lors du bal masqué de l’Opéra, Eugène de Rastignac reconnaît la Torpille sous son masque, mais l’abbé Carlos Herrera lui fait bien vite comprendre que Lucien de Rubempré, dont elle est la compagne, est maintenant sous haute protection. Menaces à peine voilées que Rastignac a la sagesse de comprendre. Lucien de Rubempré est maintenant lancé dans le grand monde grâce à l’argent fourni par l’abbé. Mais il faut à Herrera une autre source de revenus pour son protégé. Ce sera Esther qu’il fait éduquer dans un couvent avant de la jeter dans les bras du baron Frédéric de Nucingen. Cette même année, on retrouve Lucien de Rubempré dans le salon de Célestine Rabourdin où se retrouvent un mélange hétéroclite d'intellectuels et de gens du monde.

### 1825
Splendeurs et misères des courtisanes. Lucien fait sa cour à Clotilde de Grandlieu, très amoureuse du jeune homme. Mais pour épouser ce grand nom, Lucien doit devenir marquis de Rubempré et racheter la terre de Rubempré pour une somme énorme, que Carlos Herrera espère soutirer au baron de Nucingen. Entretemps, Lucien a séduit la comtesse de Sérisy et Diane de Maufrigneuse ; il est la coqueluche du Tout-Paris. Esther admet que son amant fasse un beau mariage, elle est prête à se sacrifier pour lui, mais elle a prévu de se suicider, dès qu’elle aura passé une nuit avec le baron de Nucingen. Raison pour laquelle elle le fait patienter, à tel point que le banquier tombe littéralement malade d’amour. La maladie sera détectée par Horace Bianchon.

### 1829
Splendeurs et misères des courtisanes. Le duc de Maufrigneuse, époux de Diane de Maufrigneuse, émet des doutes sur l’authenticité de ce Rubempré, dont on ignore l’origine de la fortune. Sur les conseils de Carlos Herrera, Lucien se fait présenter au préfet de police par le comte Hugret de Sérisy, et il se plaint d’être l’objet d’une surveillance insultante. En effet, Lucien est espionné par Corentin, notamment lorsqu’il rachète pour un million la terre de Rubempré, avec des fonds dont on ne connaît pas la provenance. Lucien est cependant reçu à bras ouverts chez les Grandlieu, le jeune homme ayant l’esprit de perdre au bénéfice de son futur beau-père.

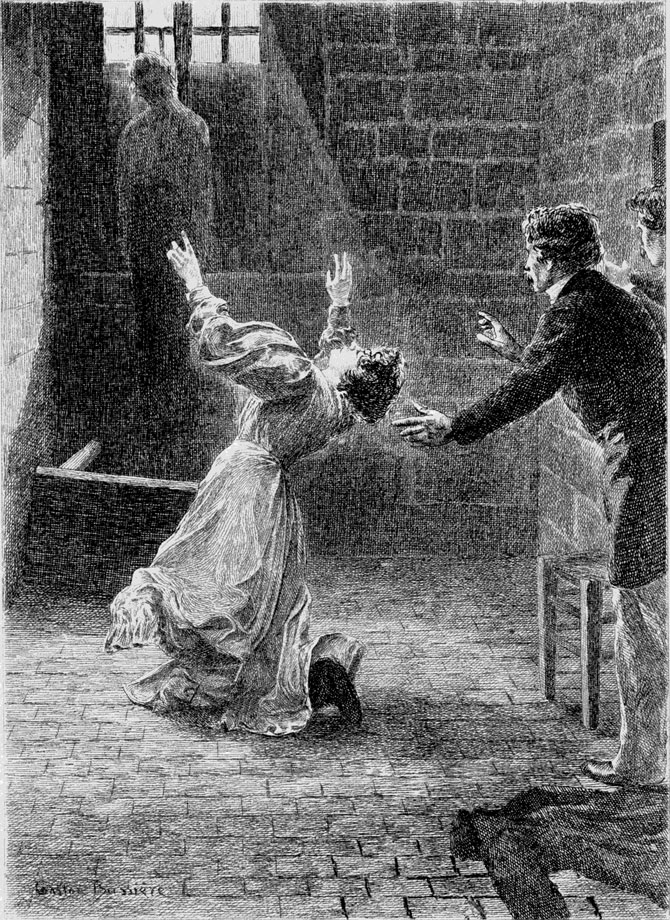
Le suicide de Lucien de Rubempré dans Splendeurs et misères des courtisanes, par Gaston Bussière.

### 1830
Splendeurs et misères des courtisanes. La chance tourne pour Lucien. Le duc de Grandlieu reçoit des informations défavorables pour Lucien, qui devient indésirable. On lui interdit l’entrée de l’hôtel de Grandlieu, au grand désespoir de Clotilde, qui envisage de fuir avec son fiancé. Mais la supercherie de l’abbé Carlos Herrera est éventée ; on reconnaît l’ancien forçat sous les habits du prêtre d’après les informations de Corentin et de son espion : le père Peyrade. Alors qu'il cherche à reprendre contact avec mademoiselle de Grandlieu, il est arrêté et conduit à La Force. Là, il révèle sans le vouloir la véritable identité du faux prêtre, lors d’un interrogatoire conduit par le juge Camusot. Entretemps, Esther s’est suicidée, on découvre qu’elle a hérité une fortune de son grand-oncle, Gobseck. L’argent en billets de banque était caché sous son oreiller, mais il a disparu et on accuse Lucien de vol. Les démarches désespérées de madame de Sérisy et de Diane de Maufrigneuse, toutes deux anciennes maîtresses de Lucien, et les machinations mises en œuvre par Carlos Herrera seront impuissantes à sauver Lucien qui se pend dans sa cellule.
Lucien de Rubempré n’apparaît que dans deux romans, mais il est évoqué tout au long de La Comédie humaine dans :
- Le Cousin Pons (écrit en 1847) ;
- Ursule Mirouët (paru en 1844) ;
- Modeste Mignon (paru en 1846-1847) ;
- Petites misères de la vie conjugale (écrit de 1830 à 1846) ;
- Les Secrets de la princesse de Cadignan (paru en 1839) ;
- Les Employés ou la Femme supérieure (paru en 1838).

## Similitudes avec Eugène de Rastignac
Eugène de Rastignac et Lucien partagent de nombreuses similitudes : tous deux sont issus de la province, viennent d'un milieu modeste, sont animés d’un désir de conquête sociale, et quittent la Charente pour monter à Paris, avec l’ambition de se faire un nom. Les deux jeunes hommes fréquentent les mêmes salons, croisent les mêmes figures de pouvoir ; pourtant, là où Rastignac fait preuve d’une grande lucidité face aux mécanismes du pouvoir et des milieux mondains, Lucien, lui, reste esclave de ses illusions. Rastignac comprend qu’il faut plier aux lois de la société pour s’y imposer, quitte à se compromettre ; Lucien, en revanche, oscille entre son idéal artistique et un désir de reconnaissance sociale, sans jamais choisir réellement son camp, ce qui le mènera à sa perte.

## Héraldique
Balzac a doté ce personnage d'armes imaginaires qu'il blasonne ainsi, dans Splendeurs et misères des courtisanes, p. 339 :
|  | De gueules, au taureau furieux d'argent, dans le pré de sinople. |